# 카디스

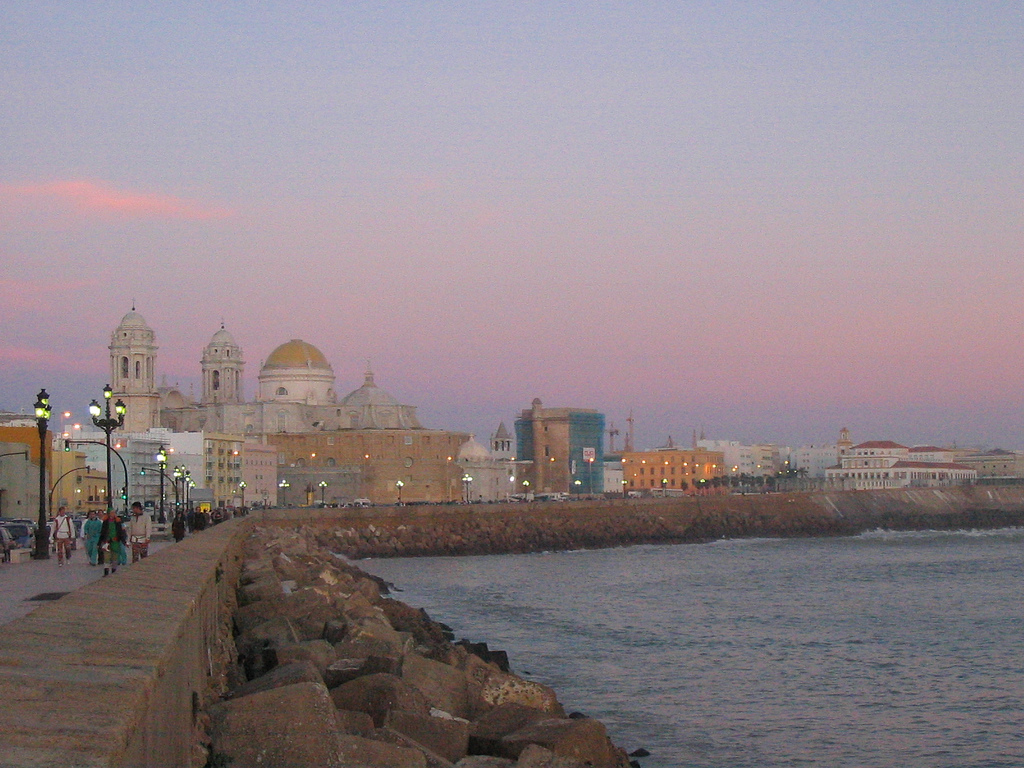
카디스의 해넘이.

카디스(스페인어: Cádiz)는 스페인 남서부의 항구 도시이다. 안달루시아의 자치 지방 8곳 가운데 하나인 카디스 주의 주도이며, 안달루시아에서 세 번째로 많은 인구를 갖고 있으며, 가장 산업이 발달한 곳 중 하나인 카디스-헤레스 광역지방을 형성하는 두 주요 도시 중 하나이다.
카디스 만 부근에서 가장 많은 수인 126,766만명의 인구가 거주 하고 있으며, 이는 카디스 주에서 두 번째로 많은 인구 수이기도 하다. 카디스의 경제는 기본적으로 상업에 근거하고 있는데, 이는 조선소 및 항구 주변 상업 활동 및 카디스 자유무역지대에서 기인하고 있다, 다른 카디스의 산업 분야로는 카디스의 해변과 카디스 축제, 역사 유적을 활용한 관광산업이 있다.
카디스는 이베리아 반도와 서유럽에서 가장 오래된 도시로 추정되며, 3,100년 전의 고고학적 잔해 등 깊은 역사로 널리 알려져 있는데, 카디스에서는 포에니 전쟁, 로마의 이베리아 반도 정복, 신대륙 발견, 스페인 최초 헌법 수립과과 자유 정부 수립 등 스페인 국내 뿐 아니라 국제적으로도 많은 영향을 끼친 사건들이 일어났다. 카디스에는 이러한 사건들을 뒷받침하는 많은 광장과 공원, 교회와 다른 장소 등이 존재한다.
카디스는 육지에서 돌출되어 길게 뻗어있는 지형을 된 땅에 위치해있는데, 이는 과달레테 강 어귀와 닿아있으며 카디스 만 자연 공원에 둘러싸여 있다. 세비야에서는 124 km 떨어져있다..
좁고 긴 반도에 있는 특이한 지형이지만 카디스는 거의 모든 면에서 뛰어난 경관과 잘 보존된 역사 유적이 있는 전형적인 안달루시아 도시이다. 카디스 성벽 유적 안에 자리잡은 옛 항구는 보통 구시가(Casco Antiguo)라고 칭한다. 엘 포풀로(El Populo), 라 비냐(La Viña), 산타 마리아(Santa Maria)와 같은 이 곳 여러 구역(barrios)은 옛 정취를 간직하고 있으며, 신시가와 분명한 대조를 이룬다. 구시가의 거리는 주로 좁고 구불구불한 골목길로 몇몇 큰 광장과 이어져 있으나, 카디스의 신시가는 보통 넓은 대로에 현대식 건물이 들어서 있다. 또 이 도시에는 콜롬부스가 에스파냐로 들여온 것으로 보이는 큰 나무들처럼 외래 식물이 많은 공원이 여러 군데 있다. 바이런은 카디스를 일컬어 대양의 인어라고 칭했고, 또한 타시타 데 플라타(Tacita de Plata)라고도 알려져 있기도 하다.

## 인구
| 연도별 인구 | 연도별 인구 | 연도별 인구 | 연도별 인구 | 연도별 인구 | 연도별 인구 | 연도별 인구 | 연도별 인구 | 연도별 인구 |
| --- | --- | ----------- | ----------- | ----------- | ----------- | ----------- | ----------- | ----------- |
| 연도 | 1999 | 2000        | 2001        | 2002        | 2003        | 2004        | 2005        | 2006        |
| 인구 | 142,449 | 140,061     | 137,971     | 136,236     | 134,989     | 133,242     | 131,813     | 130,561     |
| ±% | — | −1.7%       | −1.5%       | −1.3%       | −0.9%       | −1.3%       | −1.1%       | −0.9%       |
| 기술적 문제로 인해 그래프를 일시적으로 사용할 수 없습니다. 파브리케이터 와 미디어위키 위키 에 더 자세한 정보가 있습니다. | |             |             |             |             |             |             |             |
| 출처: INE (Spain) | |             |             |             |             |             |             |             |
| | 기술적 문제로 인해 그래프를 일시적으로 사용할 수 없습니다. 파브리케이터와 미디어위키 위키에 더 자세한 정보가 있습니다. |             |             |             |             |             |             |             |

## 기후
| 카디스의 기후                                                                           | 카디스의 기후 | 카디스의 기후 | 카디스의 기후 | 카디스의 기후 | 카디스의 기후 | 카디스의 기후 | 카디스의 기후 | 카디스의 기후 | 카디스의 기후 | 카디스의 기후 | 카디스의 기후 | 카디스의 기후 | 카디스의 기후 |
| 월                                                                                      | 1월           | 2월           | 3월           | 4월           | 5월           | 6월           | 7월           | 8월           | 9월           | 10월          | 11월          | 12월          | 연간          |
| --------------------------------------------------------------------------------------- | ------------- | ------------- | ------------- | ------------- | ------------- | ------------- | ------------- | ------------- | ------------- | ------------- | ------------- | ------------- | ------------- |
| 역대 최고 기온 °C (°F)                                                                  | 24.1 (75.4)   | 25.3 (77.5)   | 29.0 (84.2)   | 31.4 (88.5)   | 36.5 (97.7)   | 37.6 (99.7)   | 40.0 (104.0)  | 43.0 (109.4)  | 37.8 (100.0)  | 31.5 (88.7)   | 27.6 (81.7)   | 23.6 (74.5)   | 43.0 (109.4)  |
| 일평균 최고 기온 °C (°F)                                                                | 16.1 (61.0)   | 16.8 (62.2)   | 18.7 (65.7)   | 20.2 (68.4)   | 23.0 (73.4)   | 25.5 (77.9)   | 27.6 (81.7)   | 28.2 (82.8)   | 26.1 (79.0)   | 23.5 (74.3)   | 19.6 (67.3)   | 17.1 (62.8)   | 21.9 (71.4)   |
| 일일 평균 기온 °C (°F)                                                                  | 12.9 (55.2)   | 13.7 (56.7)   | 15.5 (59.9)   | 17.2 (63.0)   | 19.9 (67.8)   | 22.6 (72.7)   | 24.6 (76.3)   | 25.3 (77.5)   | 23.3 (73.9)   | 20.5 (68.9)   | 16.5 (61.7)   | 14.0 (57.2)   | 18.8 (65.8)   |
| 일평균 최저 기온 °C (°F)                                                                | 9.6 (49.3)    | 10.5 (50.9)   | 12.4 (54.3)   | 14.1 (57.4)   | 16.8 (62.2)   | 19.6 (67.3)   | 21.5 (70.7)   | 22.3 (72.1)   | 20.4 (68.7)   | 17.5 (63.5)   | 13.4 (56.1)   | 10.9 (51.6)   | 15.8 (60.4)   |
| 역대 최저 기온 °C (°F)                                                                  | 0.2 (32.4)    | −1.0 (30.2)   | 3.0 (37.4)    | 6.5 (43.7)    | 9.2 (48.6)    | 11.0 (51.8)   | 16.6 (61.9)   | 15.6 (60.1)   | 12.6 (54.7)   | 8.0 (46.4)    | 4.6 (40.3)    | 1.5 (34.7)    | −1.0 (30.2)   |
| 평균 강수량 mm (인치)                                                                   | 59.6 (2.35)   | 51.4 (2.02)   | 55.0 (2.17)   | 42.1 (1.66)   | 29.7 (1.17)   | 5.9 (0.23)    | 0.2 (0.01)    | 1.7 (0.07)    | 27.6 (1.09)   | 75.2 (2.96)   | 87.1 (3.43)   | 76.6 (3.02)   | 512.1 (20.16) |
| 평균 강수일수 (≥ 0.1 mm)                                                                | 8.97          | 8.33          | 8.48          | 7.20          | 4.67          | 1.14          | 0.31          | 0.62          | 3.41          | 8.11          | 8.79          | 9.59          | 69.62         |
| 평균 상대 습도 (%)                                                                      | 73.7          | 72.6          | 70.7          | 68.3          | 67.2          | 67.3          | 68.0          | 68.4          | 70.9          | 72.6          | 72.9          | 75.4          | 70.8          |
| 가능 일조율                                                                             | 60.6          | 66.2          | 61.1          | 69.1          | 71.3          | 79.0          | 78.9          | 79.4          | 68.7          | 64.6          | 62.9          | 56.0          | 68.2          |
| 출처 1: 스페인 기상청 (평년값: 1991년~2020년, 극값: 1955년~현재, 일조율: 1991년~2013년) |               |               |               |               |               |               |               |               |               |               |               |               |               |
| 출처 2: 미국 해양대기청                                                                 |               |               |               |               |               |               |               |               |               |               |               |               |               |

## 같이 보기
- 카디스 CF
- 코스타데라루스
- 가드 지파
- 대서양사
- 삼각 무역